# Romano di Lombardia
Romano di Lombardia é uma comuna italiana da região da Lombardia, província de Bérgamo, com cerca de 15.487 habitantes. Estende-se por uma área de 18 km², tendo uma densidade populacional de 860 hab/km². Faz fronteira com Bariano, Cologno al Serio, Cortenuova, Covo, Fara Olivana con Sola, Fornovo San Giovanni, Martinengo, Morengo.

## Demografia
| Variação demográfica do município entre 1861 e 2011                               |
|                                                                                   |
| Fonte: Istituto Nazionale di Statistica (ISTAT) - Elaboração gráfica da Wikipedia |